# Donghae
Donghae (Donghae-si; 춘천시; 春川市), è una città della provincia sudcoreana del Gangwon.